# Karl Ludwig von Littrow

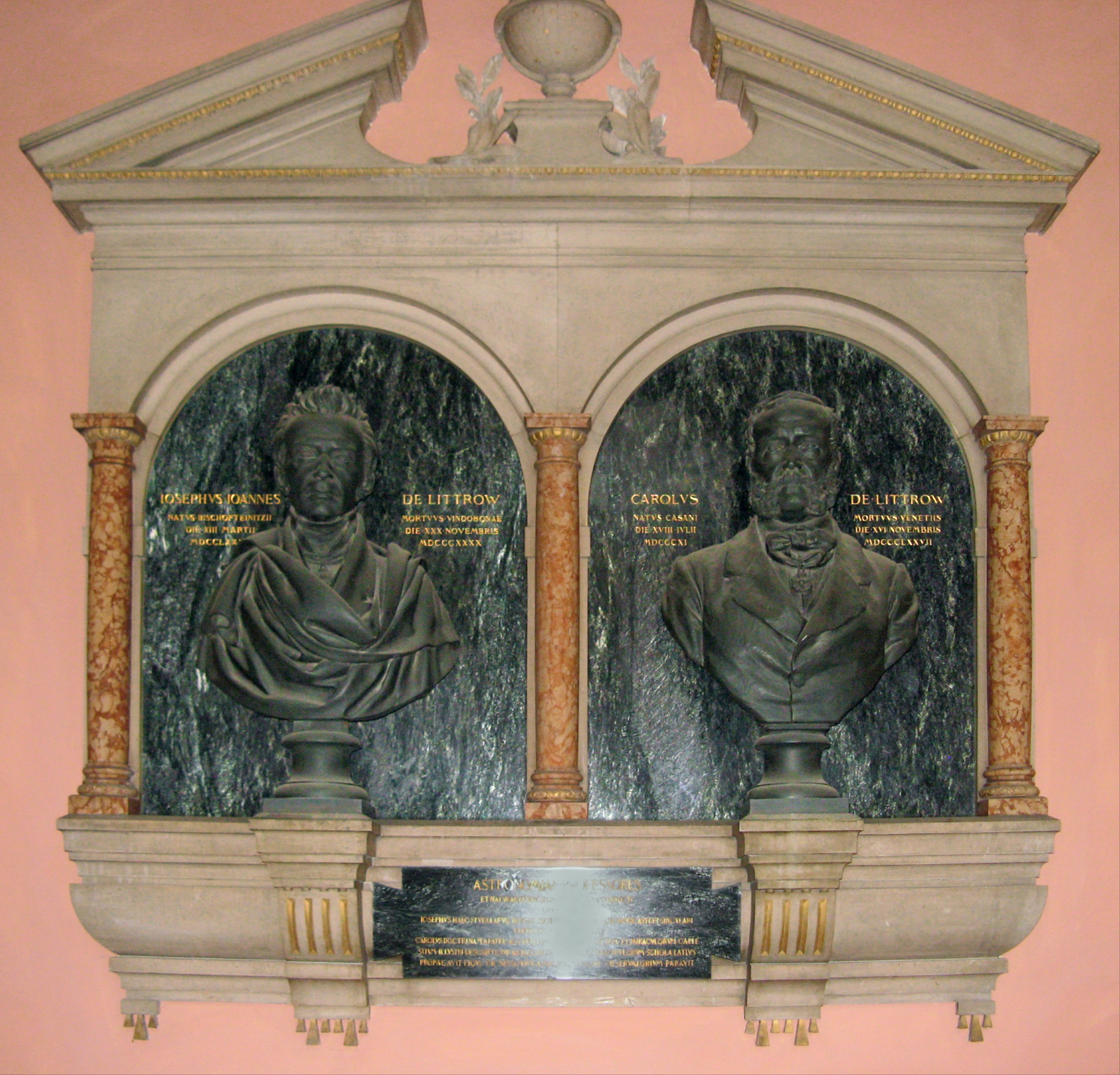
Hans Bitterlich: Joseph Johann és Karl Ludwig Littrow szobra a bécsi egyetemen

Karl Ludwig von Littrow (a szakirodalomban Carl Ludwig von Littrow alakban is) (Kazany, 1811. július 18. – Velence, 1877. november 16.) osztrák csillagász, Joseph Johann von Littrow csillagász fia, Heinrich von Littrow térképész testvérbátyja.

## Élete
Apja oldalán kezdettől fogva csillagászattal foglalkozva, már 1831-ben mellette asszisztens, majd annak halála után 1842-ben a bécsi csillagvizsgáló igazgatója lett. 1835-ben kiadta Hell's Reise nach Wardöe und seine Beobachtungen des Venus-Durchganges im Jahre 1769 c. munkáját. 1847-ben Struvéval együtt az orosz és osztrák fokmérés csatlakozásának megítélésére küldötték ki, 1848-tól fogva mint a bécsi akadémia tagja, annak emlékirataiban közölt több értekezést, így különösen 1841-ben Beiträge zur nautischen Astronomie címen könnyű módszert közölt a tengeren való helymeghatározásra, melyet H. Faye Franciaországban is bevezetett.
1862-től élénken részt vett a közép-európai fokmérés munkálataiban, Edmund Weiss-szel együtt pedig a bécsi csillagvizsgáló meteorológiai észleleteit dolgozta fel. Lefordította Airy-nek A csillagászat történetének vázlata a XIX. század elején (Bécs, 1835) c. művét és megírta a Populäre Geometrie-t (Stuttgart, 1839); Gehlers szótárában pedig 1844-ben a geográfiai szélességek gazdag jegyzékét közölte (külön lenyomatban Lipcsében 1848, pótlások: 1846).
A bécsi csillagvizsgáló Annaleseiben, melyek vezetése alatt nagy jelentőségűekké váltak, kiadta Piazzi összes észleleteit, valamint az Argelander-Öltzen-féle csillagjegyzéket. Többször és mindig bővítve rendezte sajtó alá apjának népszerű csillagászatát, a Wunder des Himmels-t, a 6. kiadást 1877-ben. Az ő igazgatása alatt épült fel a bécsi új csillagvizsgáló.